# Kylomikron

Schematisk bild av kylomikroners uppbyggnad. ApoA, ApoB, ApoC och ApoE är apolipoproteiner, T triacylglycerol, C kolesterol, och de gröngula strukturerna på ytan är fosfolipider.

Kylomikroner eller chylomikroner (av grekiska χυλός, chylos, lymfa) är stora lipoproteinpartiklar (diameter på 75 till 1200 nm) som syntetiseras av enterocyter (epitelceller) i duodenum (tolvfingertarmen) och tunntarmen. Kylomikronvesiklarnas membran består av ett enkelskiktat lipidlager, i vilken apolipoproteiner är inbäddade. Det finns flera sorter apolipoproteiner. Inne i vesikeln transporteras lipider, men den innehåller även kolesterol samt kolesterolestrar. De lipider som finns i kylomikroner är främst triglycerider. Från epitelcellerna i tarmen transporteras kylomikronerna genom exocytos ut i laktealerna, lymfkörtlar som förgrenas från villi i tunntarmen, och transporteras med lymfan genom lymfsystemet ut i stora hålvenen (vena cava) via den vänstra venen under nyckelbenet (vena subclavia sinister). Där finns enzymet lipoproteinlipas som spjälkar triglyceriderna till fria fettsyror och glycerol. Enzymet opererar extracellulärt. Glycerol tas upp i levern och används för energiproduktion. Fettsyrorna tas upp i närvarande muskelceller eller adipocyter och används till energiproduktion eller lagras. Fettsyrorna kan diffundera genom cellernas membran. Det som motsvarar kylomikroner för transport av kolesterol och triglycerider som producerats av levern kallas för VLDL. 